# 文教大學
文教大學是日本的私立大學，1966年設置，一般簡稱文教大，前身為立正女子大學。該大學提供的課程主要是人文科學和社會科學的教育和研究，並以其教師培訓而聞名。設置者是學校法人文教大學學園，本部在東京都品川區旗之台。1976年，校名該改為文教大學並在隔年解除女性入學的限制。目前該校有兩校區：位在埼玉縣越谷市的越谷校園以及神奈川縣茅崎市的湘南校園。其創立精神是「人間愛」。

## 历史
1966年在時作為立正女子大學開辦學校，在崎玉縣越谷市設立越谷校園了。1976年把名稱改變為文教大學，翌年變男女同校了。1983年設置者的"學校法人立正學園"的名稱變成了"文教大學學園"。1985年在神奈川茅ヶ崎崎市設立湘南校園。
- 1927年 設置立正幼兒園，立正裁縫女學校
- 1928年 設立立正女子職業學校
- 1932年 設立立正學園高等女學校
- 1953年 設立立正學園女子短期大學
- 1966年 設立立正女子大學。設立 越谷校園。設置 家政學部。
- 1969年 設置教育學部
- 1976年 設置人類科學部。在文教大學做大學的名稱。
- 1977年 變成男女同校
- 1980年 設置信息學部。廢止 家政學部。
- 1985年 設立湘南校園
- 1987年 設置文學部
- 1990年 設置國際學部
- 1992年 設置教育研究系
- 1993年 設置研究生院。設置 人類科學研究院（碩士課程）。設置 外國人留學生院。
- 1999年 設置語言文化研究院（碩士課程）在研究生院。
- 2000年 設置人類科學研究院博士課程在研究生院。
- 2005年 設置信息學問研究院（碩士課程）在研究生院（預定）

## 所在地·搆成
文教大學有2個校園。那些是湘南校園和越谷校園。大學事務局的本部在日本國東京都品川區旗之台，學校的宿舍在日本國山梨縣北杜市高根町清里。

### 校園
- 越谷校園（日本國琦玉縣越谷市南荻島） 
  - 學部: 教育學部，人類科學部，文學部
  - 研究生院: 人類科學研究院，言文化研究院
  - 學士取得者的專業科: 教育研究系
  - 本科以外的課程: 外國人留學生院
  - 研究所: 生活科學研究所，教育研究所，臨床商量研究所，語言文化研究所
  - 中心: 一生學習中心，信息中心，保健中心

- 湘南校園（日本國神奈川縣茅ヶ崎市行谷) 
  - 學部: 信息學部，國際學部
  - 研究生院: 無
  - 學士取得者的專業科: 無
  - 本科以外的課程: 無
  - 研究所: 湘南綜合研究所
  - 中心: 信息中心，保健中心

文教大學女子短期大學部在文教大學湘南校園。文教大學和短期大學是同時設置。

### 設施等
- 文教大學事務局本部（日本國東京都品川區旗之台） 
  - 中心: 國際交流中心，入學中心

法人事務局，附屬初級中學，附屬高級中學，文教大學學園幼兒園在這裡。
- 文教大學學園八ヶ岳宿舍（日本國山梨縣北杜市高根町清里）

學校法人文教大學學園設置的諸學校的共同的進修宿舍在日本國山梨縣北杜市高根町清里。

## 教育研究組織
文教大學是綜合大學。主要的組織是教育學和人類科學和文學語言學和信息學問和國際學。文教大學有5個學部，12個學院，2個研究院，3個研究院的系，1個研究系，1個本科以外的課程。文教大學的全部課程關係人文科學和自然科學。沒有純粹的自然科學的課程。

### 學部，學院，系
- 教育學部
  - 學校教育學院 (日本國語系，社會系，數學系，理科系，音樂系，美術系，體育系，家庭系，特殊教育系)
  - 心理教育學院 (兒童心理教育系，幼兒心理教育系)
- 人類科學部
  - 人類科學院 (人類教育系，心理學系，社會福利系，社會文化系)
  - 臨床心理學院
- 文學部
  - 日語日本文學院
  - 英美語英美文學院
  - 中文中國文學院
- 信息學部
  - 廣報學院
  - 經營信息學院
  - 信息系統學院
- 國際學部
  - 國際交流學院 (多文化交流系，環境信息系)
  - 國際關係學院 (政治經濟協作系，觀光事務系)

### 研究生院
- 人類科學研究院 
  - 臨床心理學系（碩士課程/博士課程)
  - 一生學習學系（碩士課程）
- 語言文化研究院 
  - 語言文化系 (碩士課程: 地域語言文化研究專業，第2語言學會研究專業)

### 學士取得者的專業科
- 教育研究系
  - 教育學專業

### 本科以外的課程
- 外國人留學生院

### 短期大學部
(正式名稱是文教大學女子短期大學部。短期大學部不是文教大學內部的組織。然而文教大學和短期大學部相互作協力。短期大學部在文教大學湘南校園。文教大學和短期大學是同時設置。)
- 女子短期大學部 
  - 健康營養學院

## 圖書館，研究所，中心
主要的大學的設施有圖書館和研究所和各種的中心。

### 圖書館
大學附屬圖書館在各校園1個有。湘南圖書館，也屬於文教大學女子短期大學部。
- 文教大學圖書館 
  - 文教大學越谷圖書館（藏書數目大約是33萬冊）
  - 文教大學湘南圖書館（藏書數目大約是23萬冊）

### 研究所
大學有大學院附屬研究所2個大學附屬研究所3個。文教大學(含研究院的)研究所，除了湘南校園有湘南綜合研究所，全部被越谷校園設置。附屬學校裡面，小學被學校法人文教大學學園的石川台校舍，那個以外全部被旗之台校舍設置。
- 大學附屬研究所 
  - 生活科學研究所
  - 教育研究所
  - 湘南綜合研究所
- 研究生院附屬研究所 
  - 臨床商量研究所
  - 語言文化研究所

### 中心
各種中央被設置。一生學習中心在越谷校園，國際交流中心和入學中心與大學事務局一起在旗之台，信息中心和保健中央被兩校園設置。
- 一生學習中心
- 國際交流中心
- 信息中心
- 保健中心
- 入學中心

## 附屬學校
附屬學校裡面，小學被學校法人文教大學學園的石川台校舍，那個以外全部被旗之台校舍設置。
- 文教大學學園幼兒園 (學校法人文教大學學園旗之台校舍)
- 文教大學附屬小學校 (學校法人文教大學學園石川台校舍)
- 文教大學附屬初級中學 (學校法人文教大學學園旗之台校舍)
- 文教大學附屬高級中學 (學校法人文教大學學園旗之台校舍)

## 相關鏈接
- 日本教育
- 日本大學列表

## 外部連結

### 英語
- 文教大學
- 文教大學女子短期大學部

### 日語
- 文教大學 （页面存档备份，存于）
- 文教大學女子短期大學部 （页面存档备份，存于）
- 文教大學附屬初級中學 （页面存档备份，存于）
- 文教大學附屬高級中學 （页面存档备份，存于）